# 4-Methylumbelliferon
4-Methylumbelliferon oder Hymecromon (INN) ist ein Methyl-Derivat des Umbelliferon.
Es wird als Arzneistoff (als Choleretikum und muskulotropes Spasmolytikum) sowie als Licht- bzw. Sonnenschutzmittel verwendet, da es UV-Strahlung absorbiert. Außerdem wird es bei der Fluoreszenzanalyse eingesetzt. Dabei wird es häufig in Form von Estern verwendet, die dann von den Esterasen gespalten werden. Oft benutzt wird das 4-Methylumbelliferyl-Heptanoat, welches mit MUH abgekürzt wird.

## Handelsnamen
Monopräparate
Cholspasmin (D), Chol-Spasmoletten (D), Unichol (A)